# Horváth András (youtuber)
Horváth András (Budapest, 1974) magyar vállalkozó, youtuber. A YouTube-on Handrás néven üzemeltet csatornát, amin főleg elektromos autókat és megújuló elektromos erőforrásokat mutat be.

## Életút
Ferencvárosban született, később műszerész végzettséget szerzett. Első munkahelyén, Angyalföldön egy orvosi műszereket összeszerelő gyárban dolgozott. A gyár csődje után egy rézbútor-gyártó kisiparosnál talált munkát, ezután egy videójátékokkal foglalkozó üzletben dolgozott több évig. Első saját vállalkozását 1996-ban indította, mely egy internetkávézó volt. A tervek szerint 3D kártyákat is forgalmazott volna, ám az amerikai partner váratlanul visszamondta a megrendeléseket, így a második évben majdnem csődbe mentek. Ekkor üzleti partnere kölcsönével vészelte át a nehéz időszakot. A csendestárs segítségével 2000-ben nyitotta meg újabb üzletét a XIII. kerületi Hegedűs Gyula utcában. Kezdetben házimozi rendszereket, hangfalakat, plazmatévéket árultak, de ezzel két évvel később leálltak. Ekkor váltott a bolt az Apple termékek árusítására XMS néven, miután elmondása szerint megismerte az Apple termékeit és a cégalapító Steve Jobs üzleti gondolkodásvilágát. Az XMS 2007-ben költözött a Duna Plazaba, de a 2008-as gazdasági világválság hatásait ez a bolt is megsínylette, viszont 2009-re visszaállt a korábbi üzletmenet.
2017-ben hagyott fel az Apple-boltos vállalkozásával, amit a cég filozófiájának megváltozásával indokolt Steve Jobs halála után. Ekkortájt tett szert egy BMW i3 típusú elektromos autóra, ez indította el érdeklődését az elektromos autók és megújuló energiaforrások felé, 2017-től főleg ezekről szóló tartalmakat oszt meg, leginkább a YouTube-csatornáján, ahol teszteli ezeket az autókat. Ezen kívül Apple termékekkel kapcsolatos tartalmakat is közread. A csatornája jelenti az elsődleges bevételi forrását is. 2019-ben Csobánkára költözött.

## Konfliktusok személye körül
Több megnyilvánulása is ismertté vált, amelyekben indulatos, trágár stílusban nyilatkozott meg az őt bosszantó dolgok vagy személyek felé; a legismertebb esetben 2023 májusában egy TikTok videóban kelt ki nyomdafestéket nem tűrő módon a fűkaszázó szomszédja miatt, egy másik ekkori élő videójában pedig az őt kritizálóknak szólt vissza trágár stílusban.